# Чимабуе
Чени ди Пепо (Джовани) Чимабуе, известен също и като Бенчивиени до Пепи или - на съвременен италиански - Бенвенуто ди Джузепе е флорентински художник и автор на мозайки, последният велик художник рисуващ в доминиралия в Италия през Средновековието византийски стил (византизъм, наричан маниера грека - гръцки стил). Изкуството по това време изобразява сцените относително плоски. Чимабуе е пионер в движението към натурализъм, в неговите фигури има повече реализъм, по-верни пропорции и сенки. Творбите му по-късно оказват влияние на известни творци като Джото, чийто откривател и пръв учител е според биографа им Джорджо Вазари („Житията на най-добрите художници, скулптури и архитекти").

## Творби
Чимабуе е известен със своя перфекционизъм (стигащ дотам, според анонимен коментатор на Данте Алигиери, и за най-малкия открит дефект да унищожава съответното си произведение). Самият поет макар да го хвали със следния стих:
„Пръв бе Чимабуе в живописта,
 но днеска толкова се слави Джото,
 че той му затъмни известността.“, . (Божествена комедия, част „Чистилище")
го укорява в горделивост, по повод на която го причислява към смъртните грешници в чистилището. Чимабуе се слави с подобен характер, дори неговото име може да се преведе приблизително като „необуздан, вироглав.
Повечето творби на Чимабуе изглежда не са оцелели. В горната черква на Свети Франциск от Асизи е най-скъпоценната му фреска – „Мадоната на трона“. Тя изобразява Мадоната и детето Исус, седнали на трон с ангели и Свети Франциск. Счита се, че е рисувана от Чимабуе когато е в напреднала възраст. Друго добре запазено негово произведение е Мадона от Санта Тринита“, съхранявана в галерия Уфици.
На Чимабуе е възложено да нарисува и 2 много големи фрески за базиликата на „Свети Франциск от Асизи“. Те са на стените на трансептите – „Разпъването“ и „Свалянето от кръста“. И на двете рисунки има изобразен кръст по средата и са изпълнени с множество фигури. Те са силно увредени, заради нехайството на настъпващи френски части, използвали сградата като обор. В употребената в тях бялата боя се съдържа сребро, което се окислява и от което лицата и много от драпериите по дрехите почерняват, превръщайки се в негатив. Друга повредена творба е „Разпятието“ в Санта Кроче.
През 2019 г. в кухнята на възрастно френско семейство е открита неизвестна дотогава творба, чието авторство експертизите недвусмислено удостовряват. Цената при продажбата ѝ на търг надхвърля 20 милиона евро.
- Мадоната на трон с ангели
- Тайната вечеря
- Мадона Кастелфиорентино, 1280 г
- Маеста, Света Мария от Серви
- Мадона на трон с младенеца и св. Франциск и четири ангели (детайл)
- Бичуване
- Маеста от Света троица, (детайл) Пророк
- Апостол Йоан, Разпятие (детайл)